# جامع النائب
جامع النائب من مساجد العراق الأثرية القديمة، ويقع في محافظة كركوك، وأنشيء الجامع عام 1327 هـ/1909م، من قبل النائب زاده في عهد الدولة العثمانية، وكان الجامع في فترة السبعينيات مدرسة دينية لحفظ وتعلم القرآن، ومن أبرز المدرسين فيها الملا محمد والملا صالح.
ويحوي الحرم ستة أقواس ببناء معماري جميل، كما يحوي محراب ومنبر وتعلوهُ قبة قديمة، وفيهِ بئر قديم، وأعيد ترميم الجامع عام 1422هـ/2001م، ومن الآثار التراثية في الجامع ثلاث لوحات قديمة كتب عليها تاريخ الجامع.
ومن أبرز الأئمة والخطباء في الجامع منذ 70 عاما:
- الملا ناصح.
- الملا محمود مزناوه.
- الملا سعيد .
- الملا والسيد أحمد.
- الملا والسيد محمد.
- الملا شمال.
- الملا توفيق.
- الملا أنور.
- الملا رشيد، وهو الامام الحالي للمسجد.